# چاتاپونگ پانتانا-آنگکول
چاتاپونگ پانتانا-آنگکول (تایلندی: ฉัฏฐพงศ์ พันธนะอังกูร) رزمی‌کار و بازیگر اهل تایلند است.
از فیلم‌هایی که وی در آن‌ها نقش داشته است، می‌توان به زاده شده برای مبارزه و اونگ-بک: مبارز موای تای اشاره نمود.